# Berufsverband der Deutschen Chirurgie
Der Berufsverband der Deutschen Chirurgie (bis 2022 Berufsverband der Deutschen Chirurgen) e. V. (BDC) mit Sitz in Berlin-Mitte ist die mitgliederstärkste Chirurgenvereinigung Europas und vertritt die chirurgischen Interessen für alle in Kliniken tätigen oder in freier Praxis niedergelassenen Chirurgen gegenüber Politik, Behörden, Selbstverwaltung und Öffentlichkeit.

## Geschichte und Aufgaben

Logo bis Oktober 2022

Am 23. April 1960 wurde der Verband als Berufsverband der Deutschen Chirurgen in Köln als Standesorganisation gegründet. 40 Chirurgen wählten Hans Killian aus Freiburg zum ersten Vorsitzenden. Ihm zur Seite wurden 9 Beisitzer gewählt, die mit dem Aufbau zu gründender Landesverbände betraut wurden. 1961 wurde Wolfgang Müller-Osten Präsident des BDC und behielt bis 1982 das Amt. 1982 hatte der Verband 3.500 Mitglieder. Seit 1973 ist der Verband Mitglied in der Union Européenne des Médecins Spécialistes (UEMS), dem europäischen Zusammenschluss berufsständischer Facharztverbände. Seit 1998 gibt es zur Entlastung des Präsidenten einen hauptamtlichen Geschäftsführer.
Die Ziele und Aufgaben des Berufsverbandes der Deutschen Chirurgen sind:
- Die Vertretung aller chirurgischen Berufsbelange innerhalb der Ärzteschaft gegenüber den Körperschaften des öffentlichen Rechts sowie der Ärztekammer und den Kassenärztlichen Vereinigungen; ferner gegenüber dem Staat, der Regierung und ihren Behörden.
- Die Beratung seiner Mitglieder und o. g. Organe hinsichtlich der chirurgischen Belange einschließlich der Facharztausbildung und der Gebührenordnung, Fragen der chirurgischen Pflichten und Rechte sowie die Beratung von Berufskollegen in Facharztfragen.
- Die Wahrung der chirurgischen Interessen in der Öffentlichkeit und gegenüber der Presse.
- Unterstützung und Beratung der Chirurgen in grundsätzlichen berufsrechtlichen und konkreten Fragen.
- Der Schutz gegen eine Einengung und Schmälerung des chirurgischen Fachgebietes.

Im Oktober 2022 ändert der BDC seinen Namen in Berufsverband der Deutschen Chirurgie.

## Präsidenten
| Amtszeit      | BDC-Präsidenten                                   |
| ------------- | ------------------------------------------------- |
| 1960–1961     | Hans Killian (1892–1982)                          |
| 1961–1982     | Wolfgang Müller-Osten (1910–1995)                 |
| 1982–1998     | Karl Hempel (* 21. Juni 1923; † 7. Dezember 2018) |
| 1998–2003     | Jens Witte (* 14. Februar 1941; † 12. Juni 2003)  |
| 2003–2010     | Michael-J. Polonius (* 18. Dezember 1937)         |
| 2010–2015     | Hans-Peter Bruch (* 22. April 1947)               |
| seit Mai 2015 | Hans-Joachim Meyer (* 1948)                       |

## Aktuelle Mitgliederzahl
| Dienststellung                    | Mitgliederzahl |
| --------------------------------- | -------------- |
| Oberärzte                         | 4.237          |
| Assistenzärzte                    | 3.439          |
| Niedergelassene Chirurgen         | 2.425          |
| Leitende Ärzte                    | 1.768          |
| Chirurgen in sonstigen Funktionen | 764            |
| Ärzte im MVZ                      | 903            |
| Studenten                         | 229            |
| Sonstige                          | 3.424          |
| Gesamt                            | 17.189         |

Stand: 31. Dezember 2023

## Wolfgang-Müller-Osten-Medaille
Der BDC verleiht seit 1997 in loser Folge die höchste berufsständische Auszeichnung für Chirurgen in Deutschland. „Der BDC ehrt und dankt mit dieser Medaille Personen, die sich besonders für den Verband im Ganzen wie auch für einzelne Mitglieder des BDC eingesetzt haben. Die Auszeichnung ist eine Anerkennung für den persönlichen Einsatz der Geehrten außerhalb ihrer Tätigkeit als Mandatsträger.“
Preisträger:
- 1997 K. Fritz und H. E. Posth
- 1999 W. A. Maier, Heinz Götze, D. Schwanke
- 2000 H. W. Opderbecke, W. Schreiber, G. Specht
- 2001 Friedrich Stelzner und R. Blandfort
- 2002 Hans-Jürgen Peiper und Karsten Vilmar
- 2010 Heinz-Jürgen Schröder und E. Hierholzer
- 2015 Gunda Leschber (zugleich erste Preisträgerin) und Jörg Ansorg
- 2017 Werner Boxberg und Manfred Giensch
- 2018 Karl Hempel
- 2019 Ferdinand Köckerling und Rainer Kübke
- 2020 Michael Bartsch
- 2021 Joachim Jähne und Michael Wagner
- 2022 Eberhardt Weiß
- 2024 Nadja Bürger